# Gare de Prissé-la-Charrière
La gare de Prissé-la-Charrière est une gare ferroviaire française de la ligne de Chartres à Bordeaux-Saint-Jean, située sur le territoire de l'ancienne commune de Prissé-la-Charrière, sur le territoire de Plaine-d'Argenson dans le département des Deux-Sèvres en région Nouvelle-Aquitaine.
C'est une halte voyageurs de la société nationale des chemins de fer français (SNCF), desservie par des trains du réseau de transport express régional TER Nouvelle-Aquitaine.

## Situation ferroviaire
Établie à 42 mètres d'altitude, la gare de Prissé-la-Charrière est située au point kilométrique (PK) 437,617 de la ligne de Chartres à Bordeaux-Saint-Jean (voie unique), entre les gares de Beauvoir-sur-Niort et de Villeneuve-la-Comtesse.

## Histoire
En 2022, selon les estimations de la SNCF, la fréquentation annuelle de la gare était de 7 587 voyageurs.

## Service des voyageurs

### Accueil
Halte SNCF, c'est un point d'arrêt non géré (PANG) à accès libre. 

### Desserte
Prissé-la-Charrière est desservie par les trains TER Nouvelle-Aquitaine qui circulent sur la relation Niort - Royan (ou Saintes).